# Kendrickomyces indicus
Kendrickomyces indicus är en svampart som beskrevs av B. Sutton, V.G. Rao & Mhaskar 1976. Kendrickomyces indicus ingår i släktet Kendrickomyces, divisionen sporsäcksvampar och riket svampar.   Inga underarter finns listade i Catalogue of Life.